# Kaniūkai
Kaniūkai är en ort i Litauen. Den ligger i den sydöstra delen av landet, 50 km söder om huvudstaden Vilnius. Kaniūkai ligger 154 meter över havet och antalet invånare är 167.
Terrängen runt Kaniūkai är platt. Runt Kaniūkai är det ganska glesbefolkat, med 25 invånare per kvadratkilometer. Närmaste större samhälle är Šalčininkai, 8,8 km öster om Kaniūkai. Omgivningarna runt Kaniūkai är en mosaik av jordbruksmark och naturlig växtlighet.